# Hans Wocken
Hans Wocken (* 1943 in Rütenbrock) ist ein deutscher Erziehungswissenschaftler und Sonderpädagoge, der sich für die gemeinsame Beschulung aller Kinder, für Inklusion als Menschenrecht einsetzt.

## Leben
Hans Wocken wurde 1943 in Rütenbrock (heute eingemeindet in Haren (Ems)) geboren, besuchte das Gymnasium in Meppen,  studierte zum Volksschullehramt Pädagogik an der Pädagogischen Hochschule Vechta und darauf Sonderpädagogik in Dortmund. Er arbeitete als wissenschaftlicher Assistent in Dortmund und Köln, promovierte 1977 zum Dr. päd. und war von 1980 bis 2008 Professor für Lernbehindertenpädagogik an der Universität Hamburg. Auch danach hat er viele Vorträge als „Botschafter der Inklusion“ gehalten.
Wocken beschäftigt sich in erster Linie mit der gemeinsamen Beschulung von Kindern mit und ohne Behinderungen (Integrative Pädagogik). Dabei initiierte und begleitete er mehrere Schulversuche in Hamburg. In diesem Kontext beschäftigt er sich auch mit Unterrichtsmethoden (z. B. Offener Unterricht), Lehrerbildung (z. B. Team-Teaching und Kooperation), sonderpädagogischen Förderzentren und der Soziologie von Behinderung.

## Veröffentlichungen
- Integrationsklassen in Hamburg. Erfahrungen, Untersuchungen, Anregungen, Verlag Jarick Oberbiel, Solms 1987, ISBN 978-3920224367
- Am Rande der Normalität, Verlag HVA Schindele, Heid., 1990, ISBN 978-3891491010
- In der Bildung benachteiligt. Referate der Fachtagung „In der Bildung benachteiligt“ am 4. April 1992 in Würzburg, 1993, edition bentheim ISBN 978-3925265426
- Die Entwicklung der Kinder in der Integrativen Grundschule, Verlag Feldhaus, 1998, ISBN 978-3925408304
- Das Haus der inklusiven Schule: Baustellen – Baupläne – Bausteine, Verlag Feldhaus, 2011, ISBN 978-3925408380